# サナギさん
『サナギさん』は、施川ユウキによる日本のギャグ漫画。『週刊少年チャンピオン』（秋田書店、毎週木曜日発売）2004年33号（2004年7月15日発売）から2008年41号（2008年9月11日発売）まで連載された後、『もっと!』（秋田書店、季刊）にてvol.2（2013年3月18日発売）から連載が再開され、2013年に同社のウェブコミックサイト『Champion タップ!』にて同年7月11日更新分から並行連載が行われた。単行本は秋田書店から全6巻が刊行されている（後述）。

## 概要
女子中学生のサナギさんとフユちゃん、およびその周囲の人々が繰り広げるちょっとおかしな日常を描いた、ほのぼのシュールギャグ。元々小学生の設定だったが、「制服の方が描くのが楽」という著者の個人的理由で中学生になった。故に登場人物はやや幼く見える。基本は4コマ漫画だが、通常のコマ割で展開されることもある。3ページ目までは4コマ漫画のコマ割りで、最終ページは大ゴマを使った1ページ漫画という形式をとることが多い。登場人物は全て2頭身で描かれている。掲載頁数は毎回4ページ。2本立てで雑誌に掲載されることもある。毎回、各4コマに係る共通のテーマが設定される。本編とは別に毎回サナギさんによる一言ネタがある。一言ネタは本編の共通テーマと関係していることが多い。雑誌掲載時は毎回1ページ目に挿絵があるが、単行本収録時はこの挿絵は削除される。挿絵は3パターンある。
連載終了後の『週刊少年チャンピオン』2009年1号で、日本マクドナルドの期間限定商品「クォーターパウンダー」の宣伝企画として2ページの新作が掲載された。

## 登場キャラクター

### 主要キャラクター
サナギさん / 望月サナギ（もちづき サナギ）
とても素直な女の子（茶髪）。本人は天然ボケだが、周囲へはツッコミ役。フユちゃんとは親友同士。「チースケ」という名のインコを飼っている。
フユちゃん / 倉田マフユ（くらた マフユ）
黒髪でおかっぱの女子。世の中を冷めた目で見ている、毒舌系不思議ちゃん。サナギさんの親友。
モリカワさん
絵本作家を目指す、メガネをかけた女の子。曲者揃いの登場人物の中では、数少ない常識人。再登場を機に、作画が若干変更された。
マナミさん / 仲村マナミ（なかむら マナミ）
残酷性を秘めた女の子。何かといろいろな生き物を踏みつけている。その反面、悲しいことには非常に敏感で、何かとよく泣いている。「- ね」が口癖。
ハルナさん
自分という存在を深く考える女の子。しかし、大抵カラ回りしている。
タカシくん / 高橋孝（たかはし たかし）
黒目の無い男子。いつも何かにイライラしており、気が短くてサダハルくんをはじめ、イソヤマやハヤマくん、マナブなどの言動にすぐ暴力を振るってツッコむ。
サダハルくん / 黒田サダハル（くろだ サダハル）
ネガティブ思考の男の子。そのためタカシくんをイライラさせ、よく殴られる。
チースケ
サナギさんが飼っているインコ。「うぬぬぬぬ…」という奇声を出す。本編に登場する機会は初期以降ほとんど無いが、1 - 5巻の表紙に描かれている。

### 非主要キャラクター
ハヤムラくん
ほのめかすことや、かわすことについて解説する男の子。
リサさん
悩みと譬えが多い女の子。カタカナ混じりの言葉で喋る。
ゴウスケ
ランキングが趣味の男の子。ランキングは脳内に現れる、謎のキャラクターによって決められる。劇中でサナギさん達と直接会話しているシーンは一度もない。
コバヤシ
色々な意味で大きな男。
吉沢さん
霊感を持っている女の子。
イマミヤさん
物事を詩的に考える女の子。すぐにポエムを作る。
イソヤマ
何かと芽生える男の子。しかしサナギさんへの恋は、芽生えそうで芽生えなかった。
山田さん
いろいろな「図」を書く女の子。
ハヤマくん
自分の中でイメージの世界を作っている男の子。
ムトーさん
人間観察でドキドキワクワクする女の子。
ミヤケくん
となりのクラスに好きな人（Xさん）がいる男の子。
マナブ
意地でも何も学ばない男の子。
牛山さん
何もかもがくだらねえと思う女の子。意外と感動屋。

## 書誌情報
- 施川ユウキ『サナギさん』 秋田書店〈少年チャンピオン・コミックス〉、全6巻
  1. 2005年7月8日発売 ISBN 4-253-21011-2 - 本編のほか、読み切り「忍者会見」を巻末に収録。
  2. 2006年4月7日発売 ISBN 4-253-21012-0 - 本編のほか、読み切り「オーガスト姉弟」を巻末に収録。
  3. 2006年12月8日発売 ISBN 4-253-21013-9
  4. 2007年7月6日発売 ISBN 978-4-253-21014-0
  5. 2008年3月7日発売 ISBN 978-4-253-21015-7 - 本編のほか、読み切り「サナエと不思議な黒い猫」を巻末に収録。
  6. 2008年10月8日発売 ISBN 978-4-253-21016-4 - 本編のほか、読み切り「森のくまさん」を巻末に収録。
- 施川ユウキ『おかえりなさいサナギさん』 秋田書店〈少年チャンピオンコミックス・タップ！〉、既刊1巻（2014年12月現在）
  1. 2014年12月10日発売 ISBN 978-4-253-13076-9

## 特典等
イラスト入りサイン色紙
『週刊少年チャンピオン』2004年33号（2004年7月15日発売）で応募要項が告知された。同号から『サナギさん』の連載が始まったことを記念して、「新連載記念 色紙プレゼント」として懸賞された。イラストは『サナギさん』の登場キャラクターとして施川が考案した中でボツとなった5キャラ。当選者数は5名。
イラスト入りサイン色紙
『週刊少年チャンピオン』2005年6号（2005年1月6日発売）のキャンペーン「2005年チャンピオン連載作家 熱筆サイン色紙プレゼント!!」での懸賞品。『サナギさん』のサナギさんとフユちゃんとが手を繋いでいるイラストの左横に「わだかまらない」と大書されている。当選者数は1名。
シール
『週刊少年チャンピオン』2005年6号（2005年1月6日発売）のキャンペーン「2005年チャンピオン連載作家 熱筆サイン色紙プレゼント!!」で「イラスト入りサイン色紙」の落選者を対象とした懸賞品。イラストは「イラスト入りサイン色紙」と同じもの。当選者数は500名。
力を出し切れなかった漢字テストみたいな魚へん湯のみ
『サナギさん』第1巻の発売にあたり製作された湯飲み。元ネタは、NO.29「サナギさんと牛さん。」でサナギさんの夢の中に登場した、「自身の意思で体の模様を自由に変えられるウシ」。寿司屋の湯飲みのように魚偏の漢字が多く書かれているが、後半は魚偏しか書かれていない。当選者数は30名。
表紙4コマシリーズ より抜き『サナギさん』
『週刊少年チャンピオン』2005年43号、44号、46号、47号（2005年9月22日、9月29日、10月13日、10月20日発売）に掲載。各号の表紙にひとつずつ『サナギさん』の4コマ漫画が載っている。既に掲載された『サナギさん』からの抜粋だがカラーで描かれてあり背景等も若干加筆されている。
シール
『週刊少年チャンピオン』2005年48号（2005年10月27日発売）の付録。「特別ふろく ハイクオリティシール」の1枠。『サナギさん』のサナギさんとフユちゃんのシール。イラストは単行本第1巻の表紙と同じもの。
お湯専用湯のみ 
『サナギさん』第2巻・『もずく、ウォーキング!』第1巻同時発売にあたり製作された湯飲み。応募には単行本のオビと掲載誌についている応募券の組み合わせが必要だった。「湯飲み」は文字通り「湯」を飲むべきだという「浅い思いつき」で作られた。側面に「お湯」と大書されている。当選者数は100名。
ポストカード
秋田書店が協賛した「秋葉原エンタまつり2006」でコミック・文庫を購入した際におまけとして貰えた。裏は『サナギさん』のサナギさんのカット。
テレホンカード
『週刊少年チャンピオン』2006年43号（2006年9月21日発売）のキャンペーン「チャンピオン・ヒロインテレカ 応募者全員サービス」での懸賞品。『サナギさん』のサナギさんが口周りにご飯粒をつけながら弁当箱を持っているイラスト。応募者全員当選方式（有料）。
テレホンカード
『週刊少年チャンピオン』2007年2・3号（2006年12月7日発売）のキャンペーン「年末特別企画!!チャンピオンオールスターテレカ＆豪華絢爛グッズ大プレゼント!!」での懸賞品。『サナギさん』のサナギさんとフユちゃんが茶菓子の前で並んで座っているイラスト。当選者数は50名。
イラスト入りサイン色紙
『サナギさん』連載150回を記念して懸賞された色紙。『週刊少年チャンピオン』2007年24号（2007年5月10日発売）についている応募券が必要だった。施川が当選者の希望した登場キャラクターをカラーで色紙に描いた。当選者数は5名。

## エピソード
単行本第2巻が発売される前後にアニメ化する話があり、制作会社がサンプル映像を施川に見せるまで進んでいたが、実現しなかった。